# Радзівіллув (Великопольське воєводство)
Радзівіллув (пол. Radziwiłłów) — село в Польщі, у гміні Острув-Велькопольський Островського повіту Великопольського воєводства.
Населення — 120 осіб (2011).

## Демографія
Демографічна структура станом на 31 березня 2011 року:
|          | Загалом | Допрацездатний вік | Працездатний вік | Постпрацездатний вік |
| -------- | ------- | ------------------ | ---------------- | -------------------- |
| Чоловіки | 67      | 18                 | 42               | 7                    |
| Жінки    | 53      | 13                 | 27               | 13                   |
| Разом    | 120     | 31                 | 69               | 20                   |